# Кобзарь, Леонид Фёдорович
Леонид Фёдорович Кобза́рь (1909 — ? (не позднее 1985)) — советский военный водолаз, лауреат Сталинской премии второй степени.

## Биография
Родился 8 (21 августа) 1909 года в Херсоне (ныне Украина). Украинец.
С 20.10.1931 по 23.1.1957 состоял на военной службе.
В 1932 году окончил Военно-морской водолазный техникум в Балаклаве. Занимался испытанием глубоководного водолазного оборудования. Первый из легководолазов, который прошёл Севастопольскую бухту.
С марта 1940 года преподаватель, старший преподаватель ВМВТ (с 1942 года — АСУО, Аварийно-спасательный учебный отряд ВМФ).
Во время войны участвовал в разминировании бухты Балаклавы, находился в составе Экспедиции подводных работ особого назначения. Под его руководством подготовлено 584 водолаза, 58 старшин, 23 главных старшин, 91 инструктор легководолазного дела.
Капитан 2 ранга.
Похоронен в Симферополе.

## Признание
- Сталинская премия второй степени (1952) — за изобретение водолазного купола.
- [орден «Знак Почёта»]] (15.3.1938)
- медаль «За боевые заслуги» (3.11.1944)
- медаль «За победу над Германией в Великой Отечественной войне 1941—1945 гг.» (9.5.1945)
- два ордена Красной Звезды (21.7.1945; 5.11.1946)
- орден Красного Знамени (27.12.1951, за выслугу лет)
- орден Ленина (30.12.1956, за выслугу лет).
- медаль «За спасение утопающих»